# Толька (Красноселькупский район)
То́лька (сев.-сельк. Толь кы) — село в Красноселькупском районе Ямало-Ненецкого автономного округа России.

## География
Село расположено на берегу протоки Толькинская реки Таз. Толька относится к труднодоступным поселениям Крайнего Севера.

## История
Деревня Толька образована постановлением ВЦИК РСФСР в составе Тазовско-Селькупского сельсовета Туруханского района Красноярского края 7 июня 1928 года с целью сохранения самобытного образа жизни, культурного и экономического развития коренных малочисленных народов Севера.
Первое упоминание о деревне Толька, датируемое 1929 годом, найдено в протоколе экспедиции в Енисейском районном архиве Красноярского края.
Указом Президиума Верховного Совета РСФСР от 10 августа 1944 года Тазовско-Селькупский сельсовет, в состав которого входила деревня Толька, передан из Туруханского района Красноярского края во вновь образованный Красноселькупский район Ямало-Ненецкого национального округа.
16 мая 1957 года Тазовско-Селькупский сельсовет переименован в Толькинский, а деревня Толька получила статус села в соответствии с решением Тюменского облисполкома.
С 2005 до 2021 гг. село являлось административным центром сельского поселения Толькинское до преобразования муниципального района в муниципальный округ в 2021 году.

## Население
| 1989 | 2002  | 2010  | 2021  |
| ---- | ----- | ----- | ----- |
| 2187 | ↘2125 | ↘1966 | ↘1786 |

## Транспорт
Село Толька расположено вдалеке от сети региональных дорог, зимой связано с другими населёнными пунктами зимником. Село имеет аэропорт малой авиации и пристань на реке Таз.

## Инфраструктура
В селе работают участковая больница, дом по уходу за одинокими пожилыми гражданами «Милосердие».
Дети посещают детский сад, центр ремёсел, детскую школу искусств и центр дополнительного образования детей. В 2010 году начала работу современная школа-интернат, в которой созданы условия для проживания и обучения детей.

## Промышленность и сельское хозяйство
Деревообрабатывающее предприятие производит деловую древесину, пиломатериалы, дрова. Толькинская агрофирма производит молочную продукцию, оленину, свинину, говядину, перерабатывает рыбу. Новая пекарня была построена в 2011 году.

## Спорт
Спортивный корт, боксёрский и тренажёрный залы, лыжная и универсальная спортивная площадки обеспечивают населению села возможность для занятия спортом.

## Благоустройство
Толька стала самым благоустроенным сельским поселением ЯНАО по итогам 2012 года.
В центре села располагаются фонтан, мемориал участникам Великой Отечественной войны и доска почёта.